# Цириој (Горж)
Цириој (рум. Țirioi) насеље је у Румунији у округу Горж у општини Самаринешти. Oпштина се налази на надморској висини од 242 m.

## Становништво
Према подацима из 2002. године у насељу је живело 130 становника, од којих су сви румунске националности.